# Барлак (Республіка Алтай)
Барлак (рос. Барлак) — село Шебалінського району, Республіка Алтай Росії. Входить до складу Чергинського сільського поселення.
Населення — 45 осіб (2015 рік).